# Jan Grot
Jan Grot (Grotowic) herbu Rawicz (zm. 5 sierpnia 1347 w Wawrzeńczycach) – biskup krakowski.

## Życiorys
Był synem podkomorzego sandomierskiego (który piastował także urząd kasztelana połanieckiego). Od 1313 był kanclerzem kujawskim, od 1318 łęczyckim przy Władysławie Łokietku. W 1325 odbył studia w Bolonii. 1 października 1326 został biskupem krakowskim, sakrę biskupią otrzymał w 1327.

## Polityka
W 1322  oczyścił się z  zarzutów Jana Muskaty o sprzeniewierzenie pieniędzy zbieranych na kolektę papieską. W 1328 jego wysłannik zdefraudował 20 grzywien złota, przeznaczonego dla papieża. W 1329 po raz drugi padł ofiarą oszustwa, gdy wysłany przez niego zakonnik krzyżacki zawłaszczył pieniądze biskupa. Wszedł wówczas w konflikt z kolektorem i nuncjuszem papieskim w Polsce Piotrem z Alwerni, który oskarżał go o rabunek dóbr kościelnych. Papież w 1334 odwołał nuncjusza. Stanął na czele opozycji wobec króla, Kazimierza III. Wielkiego, niechętny jego polityce ustępstw wobec Krzyżaków. W 1334 rzucił klątwę na króla i nałożył interdykt na diecezję. Wystąpił w obronie wolności biskupstwa krakowskiego wobec monarchii i przeciwko jej obciążeniom finansowym na rzecz państwa. W odpowiedzi Kazimierz oskarżył biskupa przed papieżem o zdradzanie tajemnic stanu, nawoływanie do buntu i nadużycia w nadawaniu beneficjów kościelnych. Napominany przez papieża do pojednania z królem, pozostał nieprzejednany. W 1338, gdy ekskomunikowany król wszedł do katedry wawelskiej biskup przerwał nabożeństwo. Najechał zbrojnie na Wawel, pod nieobecność króla, by uwolnić swojego sługę. Stał się jednym z głównych świadków w procesie warszawskim w 1339  przeciwko Krzyżakom. Posłował do papieża do Awinionu w celu zatwierdzenia wyroku tego procesu. W 1341 papież mianował go swoim komisarzem do pertraktacji z zakonem krzyżackim, w tym roku otrzymał też paliusz arcybiskupi. W 1343 pojednał się z królem, Kazimierzem III, nie podpisał się jednak pod pokojem kaliskim (1343).

## Działalność w diecezji
Kontynuował przebudowę katedry wawelskiej, w 1346 konsekrował jej główny ołtarz.  Był też fundatorem wielu wsi na prawie czynszowym i kościołów wiejskich. W 1328 wydał pierwsze statuty kapitulne, w 1331 statuty synodalne. Bronił niezależności finansowej kościoła wobec władzy świeckiej. Dbał też o niezależność finansową swojej diecezji w kościele, tocząc wiele procesów tak ze świeckimi jak i duchownymi.

## Konotacje w kulturze
Postać arcybiskupa Jana Grota pojawiła się dwukrotnie w polskich produkcjach filmowych: w filmie fabularnym pt. Kazimierz Wielki z 1975 roku w reżyserii Ewy i Czesława Petelskich, gdzie w rolę biskupa wcielił się Piotr Pawłowski i w serialu telewizyjnym pt. Korona królów z 2018 roku w reżyserii Wojciecha Pacyny i Jacka Sołtysiaka, w którym odtwórcą roli biskupa był Robert Gonera